# Santa Bonosa
Santa Bonosa ou Igreja de Santa Bonosa era uma igreja de Roma, Itália, localizada no rione Trastevere, de frente para a piazza di Santa Bonosa, demolida em 1888. Era dedicada a Santa Bonosa.

## História
Esta igreja aparece numa lista de igrejas afiliadas à paróquia de San Crisogono numa bula do papa Calisto II em 1121. Giovanni Battista de Rossi, depois de revelar uma inscrição votiva cristã antiga, deduziu que um lugar sagrado já existia no lugar no século V ou VI. Mariano Armellini revisou este número e propôs a construção entre os séculos VII e IX, sobre uma casa romana do século V. Ela é mencionada com o nome de Santa Venosa e em catálogos dos séculos XV e XVI. Foi descrita assim na obra de Armellini:
| “ | Era uma das mais históricas e antigas igrejas do Trastevere. De sua origem, nada sabemos com certeza, exceto que é antiquíssma. Stefano Cappello, reitor em 1589, publicou os atos do martírio da santa, cujo corpo fora levado para lá um século antes, em 1480. De onde e quando foi transportada, não se sabe... Um documento do ano 1256 é a mais antiga memória sobrevivente da nossa igreja trastiberina, do qual se depreende que, naquele ano, a memória dedicada a Bonosa era ainda mais antiga e que a tradição acerca do verdadeiro santuário é obscura e incerta. É provável que a igreja tenha sido edificada na casa já santificada da mártir romana. É a soma dos antigos edifícios que resultou hoje num exame que fiz por ocasião de algumas obras recentes para restaurá-la. Ali, encontrei construções dos séculos VIII ou IX; e, no canto esquerdo, abaixo da escada que leva ao palco dos cantores, foram recém talhados traços de pinturas da mesma época, representando cabeças jovens de santos com um halo na cabeça. Também, na parte direita da igreja, estava uma sala recoberta de fino gesso colorido que julgo ser do século V e que pode ser remanescente de uma casa romana do mesmo século incorporada à igreja, talvez a dos pais de Bonosa. Não se pode deplorar o suficiente a destruição recente desta pequena e monumental igrejinha. | ” |
|   | — Mariano Armellini. |   |

A zona marginal do rio Tibre, de San Crisogono até San Salvatore a Ponte Rotto e, para o sul, Santa Cecilia in Trastevere, havia se transformado numa notória favela. Em 1888, a igreja teve que ser demolida durante as obras de construção dos novos muros de canalização do Tibre (em italiano:  muraglioni) e da abertura do Lungotevere degli Anguillara (a via marginal do rio). As relíquias de Santa Bonosa e os sinos da igreja foram levados primeiro para a igreja conventual de Sante Felicita e Bonosa, anexa ao convento da Ordem dos Filhos da Caridade ("canossianos"), e, em 1958, para a recém-inaugurada Santa Maria della Mercede e Sant'Adriano.
Quando a região foi reorganizada, uma nova rua foi criada para ligar a via della Lungara a via dell'Olmetto, Via di Santa Bonosa, que passa por onde ficava a igreja.